# Aci Castello
Aci Castello ist eine Stadt und Gemeinde der Metropolitanstadt Catania in der Region Sizilien in Italien mit 17.755 Einwohnern (Stand 31. Dezember 2023).

## Lage und Daten
Aci Castello liegt 9 km nordöstlich von Catania an der Küste des Mittelmeers. Die Einwohner arbeiten hauptsächlich in der Landwirtschaft und in der Industrie in Catania.
Die Ortsteile sind Aci Trezza, Ficarazzi und Cannizzaro.
Die Nachbargemeinden sind Aci Catena, Acireale, Catania, San Gregorio di Catania und Valverde.

## Geschichte
Das Dorf Aci Castello entwickelte sich im Umfeld eines Kastells, das 1076 von den Normannen erbaut wurde.  Es lag damals noch auf einer kleinen, felsigen Insel. Ab 1169 wuchs Aci Castello, da ein Ausbruch des Ätnas die umliegenden Orte auf dem Festland zerstörte und deren Bewohner auf der Insel Zuflucht suchten.  Durch vulkanische Eruptionen unter Wasser hob sich die Küste seit dem Mittelalter um 17 Meter und das Kastell steht heute auf dem Festland.

## Sehenswürdigkeiten
- Das Kastell aus der normannischen Zeit entstand auf wesentlich älteren Vorgängerbauten und wurde seitdem mehrmals restauriert.
- Im Kastell befindet sich ein städtisches Museum für Mineralogie, Paläontologie und Archäologie.
- Der Ortsteil Aci Trezza liegt an einem schönen Strand und ist im Sommer beliebtes Ausflugsziel für die Bewohner Catanias. Vor der Küste liegen die Zyklopeninseln.

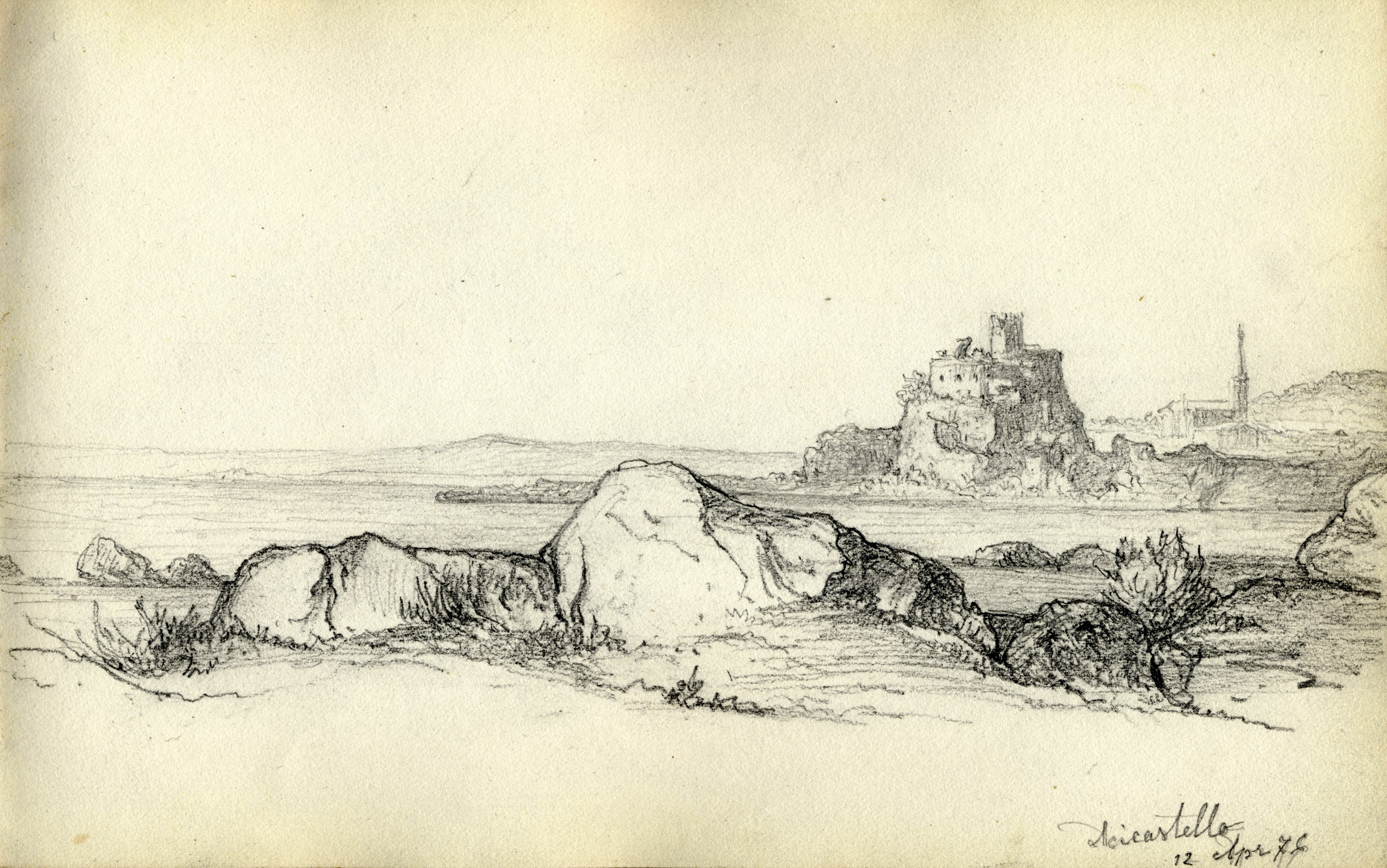
A. S. Fries. Skizze 1876. Aci Castello
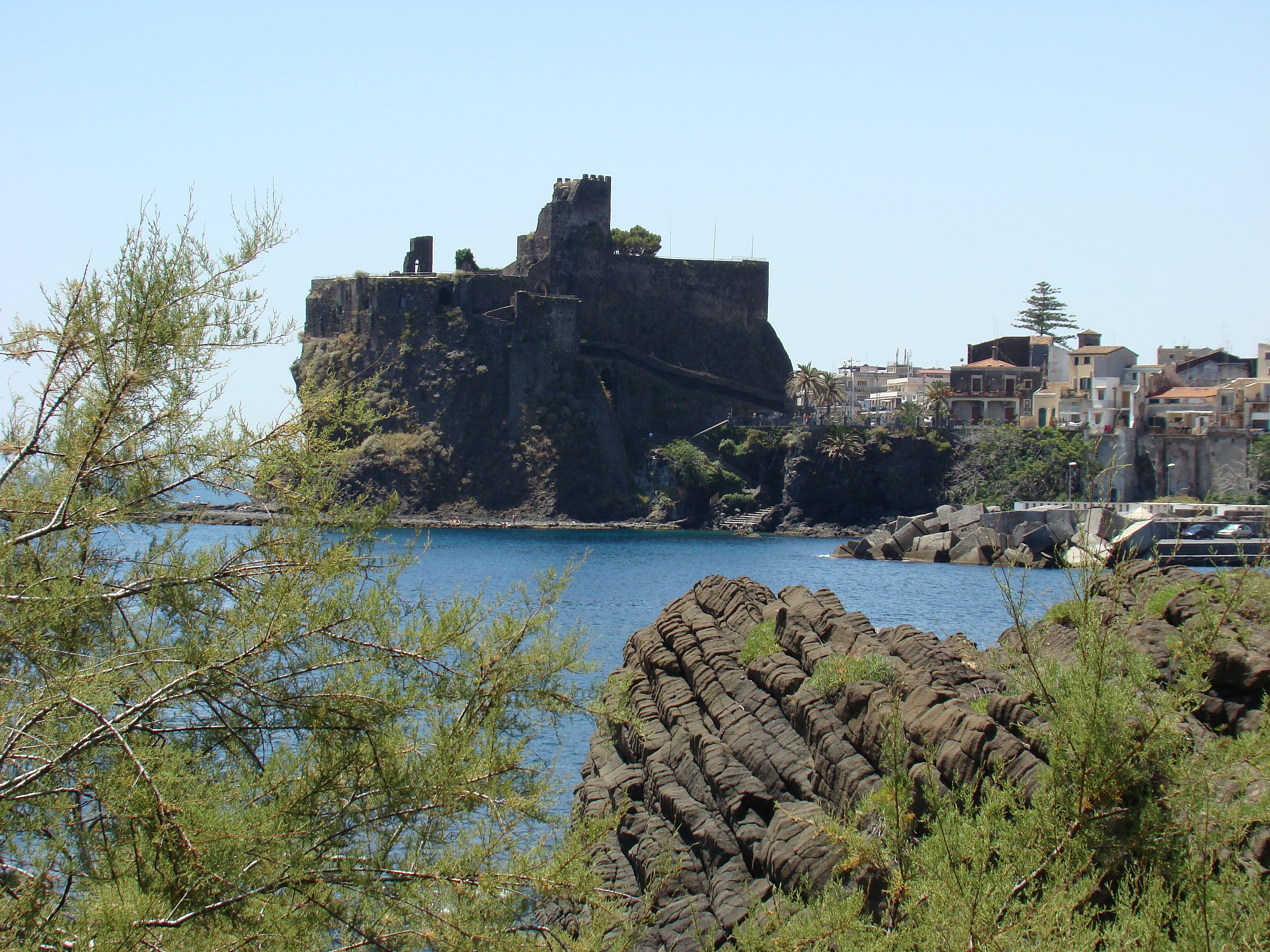
Kastell
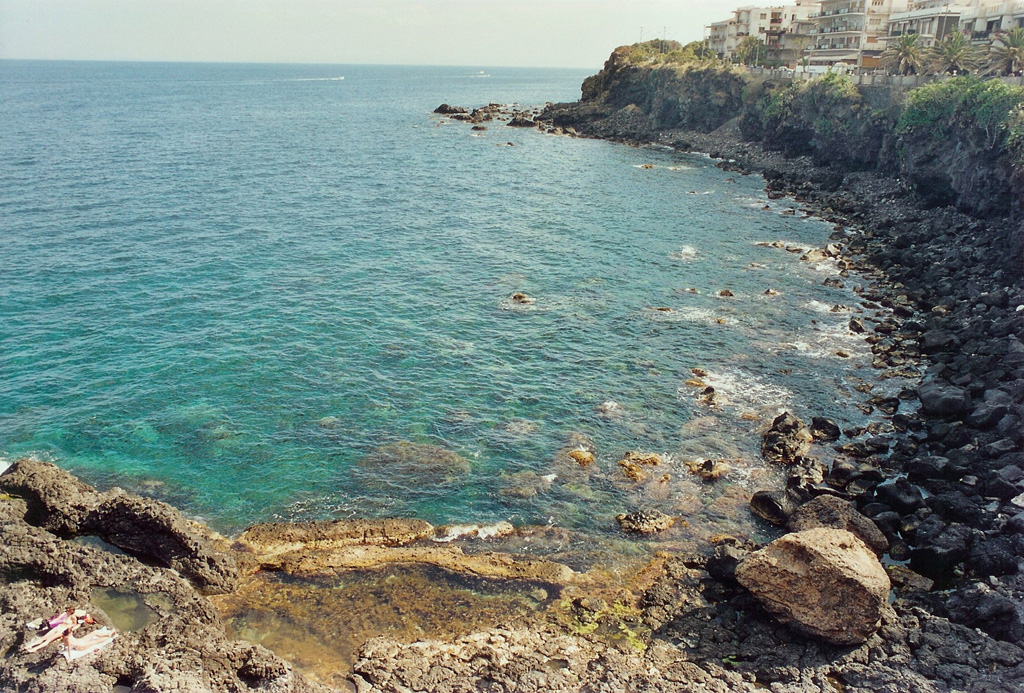
Blick auf die Küste
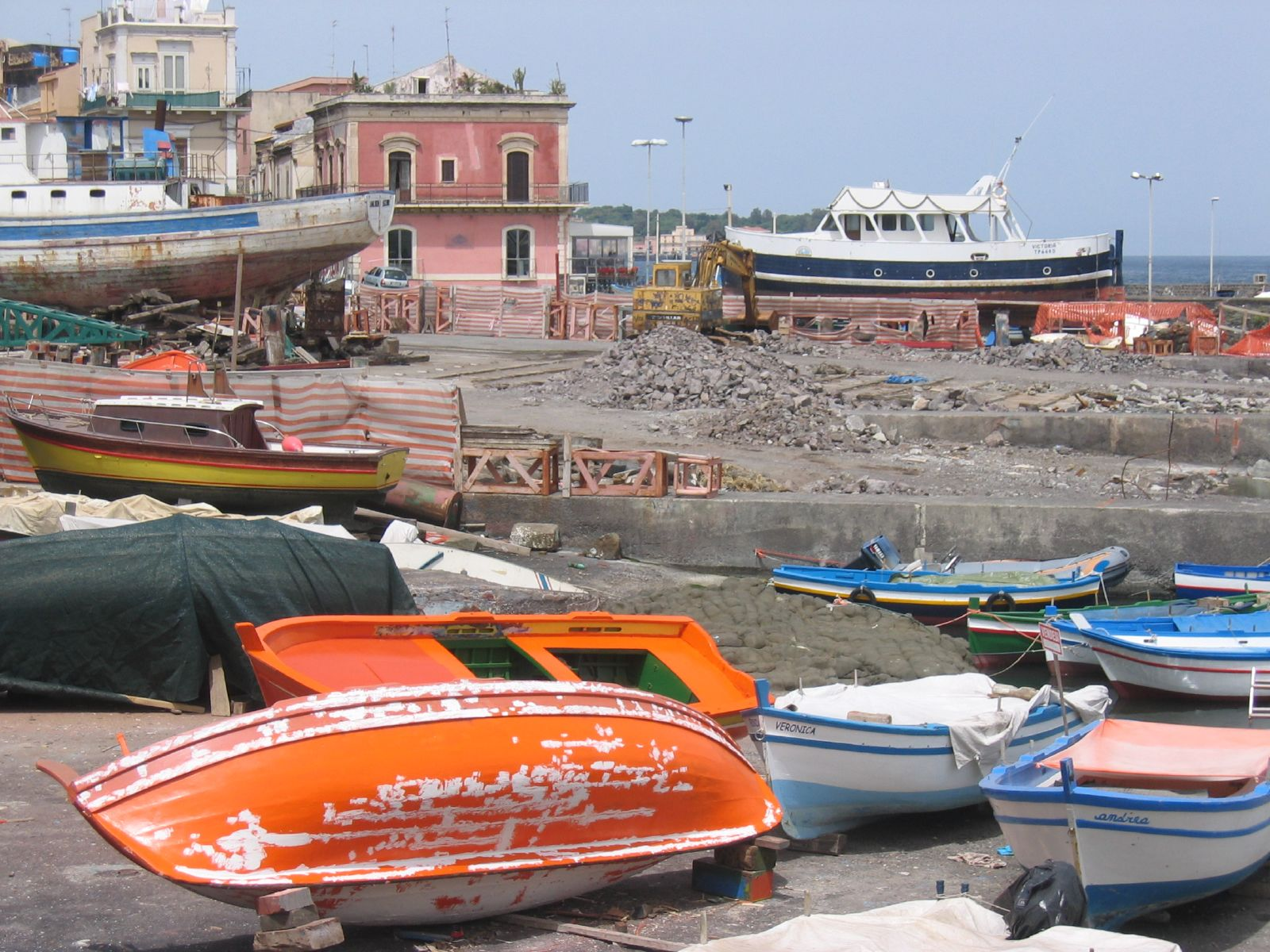
Fischerhafen in Aci Trezza

## Weiteres
Im Ortsteil Aci Trezza, dem Fischerhafen, wurde 1948 der Film Die Erde bebt unter der Regie von Luchino Visconti gedreht. Darsteller waren die Bewohner von Aci Castello und Umgebung.